# 美國分裂
美國分裂，是指美國的一個州或數個州要脫離美國，在歷史上曾經發生過最著名例子就是南北戰爭，另外也有一些州或單一州有分離的倡議。
美国最高法院在1869年的德克萨斯诉怀特案中認定，沒有任何一州有權單方面宣布退出美國，因為聯邦憲法沒有設計任何一州退出美國的機制，因此若有任何一州要退出，要經過38個州議會同意，以及參議院及眾議院三分之二席次的同意，以通過憲法修正案。

## 美利堅聯盟國、南北分裂
最近一次的美國分裂出現在1861年，有11個州脫離美國，成立了美利堅聯盟國，後來和美國發生了美國南北戰爭，最後美利堅聯盟國戰敗，11個州在1865年回到美國。